# تاباس (ديانات هندية)

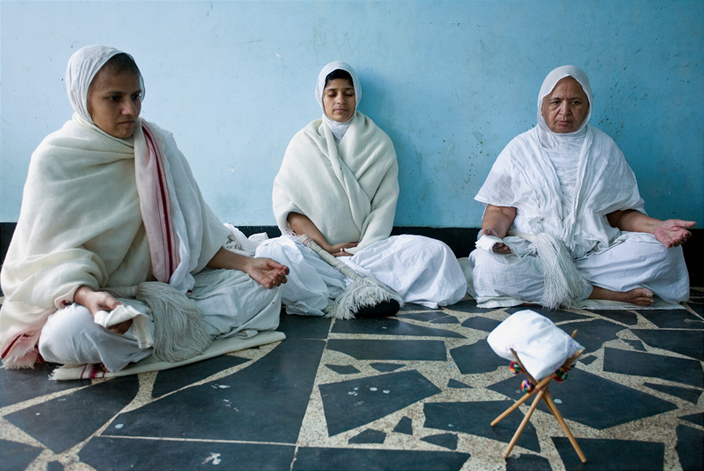

التاباس مجموعة من الممارسات الدينية التقشفية في الأديان الهندية. في الجانية، يعني التاباس الزهد وكبح الشهوات، وفي البوذية يعني الشعائر الروحية ومنها التأمل وضبط النفس، وفي تقاليد أخرى في الهندوسية تعني مجموعة من الشعائر تشمل الزهد وتطهير الباطن وضبط النفس. يضم التاباس عادةً العزلة، وهو جزء من الممارسات الرهبانية التي يُعتَقَد أنها تؤدي إلى الموكشا (التحرر أو الخلاص).
في تراث الفيدات الهندوسية، استعملت كلمات منحوتة من كلمة التاباس وغيرها لتشرح مفاهيم روحية تطوِّر الدفء أو الطاقة الداخلية، مثل التأمل وأي عملية تسعى إلى بلوغ إلهامات ورؤًى خاصّة، والنشوة الروحية لليوغين أو التاباسي (أي الزاهد)، وحتى دفء الحميمية الجنسية. في سياقات أخرى، يدل المصطلح على التوبة والتقوى أو التأمل الشديد.

## التأثيل والمعنى
اشتُقت كلمة التاباس من الجذر تاب (तप्) ، ويعني «الإدفاء أو الإشراق أو الإحراق». تطور المصطلح حتى يدل على أشياء أخرى، منها «المعاناة، وكبح الشهوات والتوبة» حتى «يحرق المرء كارماه السابقة» ويحرر نفسه. يدلّ المصطلح على الدفء والحرارة والنار.
تطورت دلالة الكلمة في الأدب الهندي القديم. أقدم النقاشات الدائرة حول التاباس، وأقدم الكلمات المنحوتة من الجذر تاب متعلقة بالحرارة الضرورية للولادة الحيوية. ويعود أصل المفهوم إلى الانتظار الطبيعي والدفء الأمومي و«القعود» الجسمي الذي تفعله الطيور فوق بيوضها، وهي عملية لا بد منها من أجل الفقس والولادة، استعمل العلماء الفيديون مثال الأم الطبيعة ليشرحوا مفهوم سطوع المعرفة والولادة الروحية ويوسّعوه.
من أقدم الإشارات إلى التاباس والكلمات المتشكلة من الجذر تاب الإشارات الموجودة في الكتب الدينية الهندوسية القديمة، مثل رغ فيدا (10.154.5)، وساتاباثا براهمانا (5.3 - 5.17) وأثارفا فيدا (4.34.1، 6.61.1، 11.1.26). في هذه النصوص، كانت دلالة التاباس هي عملية تقود إلى الولادة الروحية للرسي، وهم حكماء الإلهامات الروحية. وفي الأثارفا فيدا أن كل الآلهة ولدوا من التاباس، وكل الحياة الأرضية ولدت من تاباس الشمس. في الجامينيا أوباناشيد براهمانا، خلّدت الحياة نفسها وأنشأت ذرية بالتاباس، وهي عملية تبدأ من الدفء الجنسي.
والكلمة السنسكريتية تاباسيا (وهي الجنس المحايد)، تعني حرفيًّا، المولّد من الدفء، وتدل على سعي المرء إلى الانضباط من أجل تحقيق هدفٍ ما. ويسمى الذي يمارس التاباس التاباسفين. يعد إله النار الهندوسي آغني مركزًا لكثير من الشعائر الهندوسية مثل الياجنا والهوما. وآغني عند الهندوس هو صاحب الحرارة، حرارة الطاقة الجنسية، وحرارة الأمومة، آغني هو التاباسفين العظيم.
تدل كلمة تاباسفي على المتأمل أو الزاهد الذكر، أما كلمة تاباسفيني فتدل على الأنثى.

## البوذية
قبل بلوغ الاستنارة، يحاول البوذا الزهد (أي كبح الشهوات) الموجود في أديان السرامانا الأخرى (مثل الجانية) وهذا يسمى التاباس (في التبتية: دكا ثب، وفي الصينية: كوتشانغ، وفي اليابانية: كوغيو، وفي الكورية: كوهاينغ). أما بعد الاستنارة، فإن عقائد السبيل الأوسط البوذية والطريق الثماني لا تشمل شعائر زهديّة.
يعزو البوذا في نصوص بوذية كثيرة، مثل الماجهيما نيكايا والديفاداها سوتا، كبح الشهوات الزهدي إلى الجانية (نيغانثاس)، وفيها تستعمل هذه الشعائر من أجل محو الكارما الماضية ومنع نشوء كارمات جديدة تقود إلى دائرة التناسخ في السامسارا.